# Bewegen, sport en maatschappij
Bewegen, sport en maatschappij (BSM) is een schoolvak in het voortgezet onderwijs, heringevoerd in de nieuwe tweede fase vanaf schooljaar 2007-2008. Voorheen stond het bekend onder de naam LO2, dat scholen sinds 1999 geven. Het vak is in elk profiel op de havo en het vwo als keuzevak te kiezen. In 2007 boden 68 scholen dit vak aan.
De nadruk ligt bij BSM niet alleen op lichamelijke kwaliteiten, maar ook op tactisch inzicht en sociale aspecten. Tijdens de lessen wordt ook theorie behandeld. Waar lichamelijke opvoeding ophoudt, gaat BSM verder. Het niveau van BSM is gemiddeld hoger dan de LO-lessen. Daardoor wordt BSM over het algemeen alleen gekozen door leerlingen met een goede lichamelijke conditie en/of ambities in de sport.
Enkele vaak voorkomende onderdelen van BSM zijn:
- atletiek
- basketbal
- turnen
- volleybal
- zwemmen
- softbal
- judo

Scholen stellen zelf hun programma samen; de gegeven onderdelen kunnen daardoor verschillen. Wel moet voor BSM examen worden afgelegd en telt het mee voor het diploma.